# Apatura vittelinae
Apatura vittelinae är en fjärilsart som beskrevs av Fabricius 1897. Apatura vittelinae ingår i släktet Apatura och familjen praktfjärilar. Inga underarter finns listade i Catalogue of Life.